# Pueblo laosiano
Los laosianos son un grupo étnico del sudeste asiático. La gran mayoría de los miembros de este grupo étnico viven en Laos (unos 4 millones) y en Tailandia (unos 15 millones). En Tailandia, los laosianos habitan sobre todo en la región de Isan, aunque se han esparcido por el resto del país en busca de empleos, sobre todo hacia Bangkok. Los laosianos hablan varios dialectos de su lengua, el laosiano y del isan, idiomas que algunas veces son considerados como un solo idioma. Como resultado de las políticas de taificación llevadas a cabo durante el siglo XX, muchos laosianos prefieren el término Isan.

## Historia
La historia del grupo étnico laosiano en la historia de Laos y la historia de Isan, que divergen sólo a partir del siglo XIX, cuando la derrota de la rebelión vietnamita contra Siam en 1827 condujo a grandes migraciones de poblaciones del actual Laos hacia Isan, dejando Laos parcialmente despoblado. El rompimiento fue formalizado por los tratados franco-siamés de 1893 y de 1904, que convirtieron Isan y Laos en frontera entre Siam y la Indochina francesa.
Desde esa época Tailandia y Laos han llevado a cabo campañas importantes para establecer una noción de país sobre la base de los tailandeses y laosianos respectivamente. En Isan, esto ha significado el fortalecimiento de la noción de lealtad hacia Tailandia, proceso conocido como tailandización. En consecuencia a estas políticas, muchos laosianos prefieren ser llamados isan, que significa gente del nordeste, lo que implica su pertenencia a Tailandia, mientras que el nombre laosiano actualmente se asocia con lealtad hacia Laos. En Laos, un proceso similar ha resultado en la promoción del idioma y la cultura laosiana como lengua y cultura nacional.